# 乳酸林格氏液
乳酸林格氏液（Lactated Ringer's solution，RL），又稱乳酸鈉溶液（sodium lactate solution）或哈特曼氏液（Hartmann's solution），是一种含有氯化钠、乳酸鈉、氯化鉀，以及氯化鈣的水溶液。本品可作為低血容或低血壓患者的補液。本品可用於治療非乳酸性酸中毒的代謝性酸中毒，也可用於眼睛在化學灼傷後的清洗。本品可經由靜脈注射給予，也可以直接塗敷需要的部位。
副作用包含過敏、高鉀血症、容量过载。本品不適合與某些藥物合用，且不建議作為輸血時的稀釋液。乳酸林格氏液較生理食鹽水不易造成酸血症。妊娠及哺乳期間使用通常安全，本品屬於晶體輸液，其滲透壓與血液相等。
林格氏液於1880年發明，並於1930年開始加入乳酸。本品列名於世界卫生组织基本药物标准清单之中，為基礎公衛體系必備藥物之一。乳酸林格氏液已有通用名藥物生產上市。在发展中国家，其每升批發價介於美元0.60至美元2.30之間。對於肝功能不佳者，醋酸林格氏液可能可以做為乳酸林格氏液的代用品，其乳酸成分由醋酸代替。在斯堪的纳维亚地區一般使用醋酸林格氏液。

## 成分
每公升乳酸林格氏液含有：
- 130 毫当量钠离子
- 109 毫当量氯离子
- 28 毫当量乳酸质
- 4 毫当量钾离子
- 3 毫当量钙离子

注：毫当量=摩尔数×化学价／1000。上述成分一般来自氯化钠、乳酸钠、氯化钙和氯化钾。

## 应用
林格氏液用来治疗外伤、手术、烧伤等造成的失血，和使肾衰竭病人促进造尿。这两种情况下产生的酸中毒被乳酸在肝脏中的代谢产物平衡，因此獸醫也常用乳酸林格氏液來治療腎衰竭的貓。
用量由估计的体液流失计算。补充体液的时候，一般用量是每公斤体重每小时2-3毫升。电解质的浓度上，乳酸林液含钠过多而含钾不足，故不宜用于长期输液，特别是对儿童病人。
乳酸林液是比较接近两栖动物内环境的液体，在实验中可以用来延长青蛙心脏在体外的跳动时间、保持两栖类其他离体组织器官的生理活性等。

## 附註
1. 1 2 3   69. British Medical Association. 2015: 683. ISBN 9780857111562.
2. 1 2 3 4 5 6  . www.medicines.org.uk. February 2013  [14 January 2017]. （原始内容存档于2017-01-16）. （页面存档备份，存于）
3. 1 2  Krieglstein, G. K. . Springer Science & Business Media. 2000: 377  [2018-07-01]. ISBN 9783540780694. （原始内容存档于2017-01-16） （英语）. （页面存档备份，存于）
4. 1 2 3  Marino, Paul L.; Sutin, Kenneth M.  3. Lippincott Williams & Wilkins. 2012: 363  [2018-07-01]. ISBN 9781451161557. （原始内容存档于2020-09-15） （英语）. （页面存档备份，存于）
5. ↑  Saade, George R.; Foley, Michael R.; Phelan, Jeffrey P.; III, Gary A. Dildy. . John Wiley & Sons. 2010: 70  [2018-07-01]. ISBN 9781444396140. （原始内容存档于2017-01-16） （英语）. （页面存档备份，存于）
6. ↑   (PDF). World Health Organization. April 2015  [8 December 2016]. （原始内容存档 (PDF)于2016-12-13）. （页面存档备份，存于）
7. ↑  . International Drug Price Indicator Guide.   [8 December 2016]. （原始内容存档于2018-01-22）. （页面存档备份，存于）
8. ↑  Marino, Paul L.  4. Lippincott Williams & Wilkins. 2013: 223  [2018-07-01]. ISBN 9781469831640. （原始内容存档于2017-01-16） （英语）. （页面存档备份，存于）
9. ↑  Bjarby, Johan.  (PDF). Västragötalandsregionen.   [13 January 2017]. （原始内容 (PDF)存档于2017-01-16）. （页面存档备份，存于）